# ناهضات الهرمون المطلق لموجهة الغدد التناسلية
ناهضات الهرمون المطلق لموجهة الغدد التناسلية (بالإنجليزية: Gonadotropin-releasing hormone agonist) نمط من الأدوية التي تؤثر على موجهات الغدد التناسلية والهرمونات الجنسية. تُستخدم هذه الأدوية لاستطبابات عديدة تشمل طب الخصوبة وخفض مستويات الهرمونات الجنسية في علاج السرطانات الحساسة هرمونيًا مثل سرطان البروستاتا وسرطان الثدي وبعض الاضطرابات النسائية مثل غزارة نزف الدورة الطمثية والانتباذ البطاني الرحمي وارتفاع مستويات التستوستيرون لدى النساء والبلوغ المبكر لدى الأطفال وضمن خطة العلاج الهرموني للتحول الجنسي وتأخير البلوغ لدى الشباب المتحولين جنسيًا إضافةً إلى استخدامات أخرى. يمكن إعطاء ناهضات الهرمون المطلق لموجهة الغدد التناسلية حقنًا في الدهون أو بشكل زرعات توضع ضمن النسيج الدهني أو ضمن بخاخ أنفي.
ترتبط التأثيرات الجانبية لهذه الأدوية بعوز الهرمونات الجنسية، وتشمل أعراض انخفاض مستويات التستوستيرون والإستروجين مثل الهبات الساخنة والعجز الجنسي وضمور المهبل والقضيب وهشاشة العظام والعقم وتناقص الخصائص الجسدية النوعية للجنس. تمثل هذه المركبات ناهضات لمستقبلات الهرمونات المطلقة لموجهة الغدد التناسلية، وتعمل على زيادة إطلاق موجهات هذه الغدد وإنتاج الهرمونات الجنسية من الغدد التناسلية أو إنقاصها. تستطيع هذه الأدوية خفض مستويات الهرمونات الجنسية بنسبة 95% عند كلا الجنسين عند استخدامها لتثبيط إطلاق هرمون موجهة الغدد التناسلية.
اكتشف الهرمون المطلق لموجهة الغدد التناسلية عام 1971، ودخلت نظائره مجال الاستخدام الطبي في ثمانينيات القرن العشرين. تنتهي الأسماء الدوائية غير مسجلة الملكية عادةً باللاحقة «ريلين». يُعد ليوبرورلين (اسمه التجاري لوبرون) والتريبتوريلين (اسمه التجاري ديكابيبتيل) أكثر الأدوية انتشارًا واستخدامًا بينها. تتوافر نظائر الهرمونات المطلقة لمحرضة الغدد التناسلية ضمن أدوية مكافئة، لكنها تبقى مرتفعة السعر.

## الاستخدام السريري
من المفيد استخدام الهرمون المطلق لموجهة الغدد التناسلية في الحالات التالية:
- تثبيط الإباضة العفوية في سياق فرط تحريض المبيض المضبوط، وهو جزء مهم من الإخصاب في المختبر (آي في إف). في الحالات النموذجية، يُعطى الهرمون الخارجي المنبه للجريبات لتحريض الجريب المبيضي بعد إحداث الناهض الهرموني لحالة عوز الإستروجين، ويتبعه إعطاء موجه الغدد التناسلية المشيمائية البشرية لتحرض تحرير الخلية البيضية. تشمل الأدوية المستخدمة روتينيًا لهذا الغرض كلًا من البيوسيرلين والليوبروريلين والنافاريين والتريبتوريلين.[8]
- تحريض البلوغ النهائي للخلية البيضية بعد إجراء فرط التحريض المبيضي المضبوط. من الضروري استبدال ناهضات الهرمون المحرر لموجهة الغدد التناسلية بمناهضاتها عند استخدام الدواء في هذا السياق لتثبيط الإباضة العفوية، لأن استخدام الناهضات سيثبط المحور المحرض للبلوغ النهائي.
- علاج السرطانات الحساسة هرمونيًا في الحالات التي تنقص فيها فرصة وقوع السرطان مع قصور الغدد التناسلية. بالتالي يمكن استخدام الأدوية في التدبير الدوائي لسرطان البروستات وعلاج المصابات بسرطان الثدي.
- تأخير البلوغ لدى من يعانون من البلوغ المبكر.
- تأخير البلوغ حتى اتخاذ القرار العلاجي الذي يخص الأطفال المصابين باضطراب الهوية الجندرية.
- تدبير الاضطرابات الأنثوية المعتمدة على إنتاج الإستروجين. قد تستجيب النساء المصابات بغزارة الطمث والانتباذ البطاني الرحمي والعضال الغدي الرحمي والأورام الليفية الرحمية من العلاج بناهضات لهرمون المطلق لموجهة الغدد التناسلية لتثبيط النشاط المبيضي والدخول في حالة من نقص الإستروجين.
- تثبيط الهرمونات الجنسية في المتحولين جنسيًا خاصةً النساء.
- تدبير الحالات الشديدة من فرط الأندروجينية خاصةً فرط تنسج الغدة الكظرية الخلقي.
- جزء من العلاج الدوائي لاضطرابات الشذوذ الجنسي في المعتدين الجنسيين أو الرجال ذوي المعدلات المرتفعة لخطورة التعدي الجنسي.[9]

أبدت النساء الخاضعات للعلاج الكيميائي السام للخلايا انخفاضًا في خطورة خسارة الخلية البيضية مع الحفاظ على وظيفة المبيض بعد العلاج المسبق بناهضات الهرمون المطلق لموجهة الغدد التناسلية، لكن من الضروري إجراء دراسات إضافية لإثبات فائدة هذه الطريقة.

## مضادات الاستطباب
تُصنف ناهضات الهرمون المطلق لموجهة الغدد التناسلية ضمن الصنف «إكس» من أدوية الحمل.

## التأثيرات الجانبية
تشمل التأثيرات الجانبية الشائعة لناهضات الهرمونات المطلقة لموجهة الغدد التناسلية ومناهضاتها أعراضًا مرتبطة بقصور الغدد التناسلية مثل الهبات الساخنة والتثدي والتعب واكتساب الوزن واحتباس السوائل وخلل الانتصاب ونقص الرغبة الجنسية. قد تسبب المعالجة طويلة الأمد شذوذات أيضيةً مثل اكتساب الوزن وسوء أعراض الداء السكري وهشاشة العظام. قد تشكل التأثيرات الجانبية الخطيرة (رغم ندرتها) التفاقم العابر لسرطان البروستات بسبب الارتفاع المفاجئ في التستوستيرون مع الجرعة البدئية لناهضات الهرمون المطلق لموجهة الغدد التناسلية، إضافةً إلى السكتة الدماغية لدى المرضى المصابين بالورم الغدي الحميد في الغدة النخامية.
ذُكرت حالات فردية من أذية الكبد الواضحة سريريًا مع استخدام بعض ناهضات الهرمون المطلق لموجهة الغدد التناسلية (الهستريلين والغوزيريلين)، لكن التقارير لم تكن مقنعةً. لم يظهر أي دليل يشير إلى وجود حساسية متصالبة تتعلق بأذية الكبد بين نظائر الهرمون المتنوعة رغم تشابهها بنيويًا. ذكر أحد التقارير أيضًا أن استخدام ناهضات هذه الهرمونات في علاج سرطان البروستات المتقدم قد يزيد خطورة الاضطرابات القلبية بنسبة 30%.

## علم الأدوية
تعمل ناهضات الهرمون المطلق لموجهة الغدد التناسلية على تحريض مستقبلات هذا الهرمون التي تمثل الهدف الحيوي له. قد تكون هذه الأدوية ببتيدات أو جزيئات صغيرة، وتُصنع في الجسم مطابقةً للهرمون العصبي الوطائي «جي إن آر إتش» الذي يتفاعل مع مستقبلاته لتحريض الاستجابة الحيوية التي تشمل إطلاق الهرمونات النخامية: الهرمون المحرض للجريبات والهرمون الملوتن. بعد «هبّة» الاستجابة الأولى، تضعف قدرة الناهضات على تحريض الغدة النخامية (بسبب التنظيم بالإنقاص لمستقبلات الهرمون المطلق لموجهة الغدد التناسلية). ينقص ضعف التنبيه السابق إفراز الهرمونين الملوتن والمنبه للجريب وبالتالي تحدث حالة من اللا إباضة الناجمة عن قصور الغدد التناسلية بنقص الهرمون الموجه لها، والتي تُعرف أحيانًا «بالضهي الكاذب» أو «استئصال المبيض الدوائي». تستطيع الناهضات الهرمونية السابقة إيقاف إنتاج التستوستيرون تمامًا، وبالتالي تنقص مستويات الهرمون الجائلة في الدوران الدموي بنسبة 95%، أي إلى المستوى الإخصائي/الأنثوي عند الرجال.
لا تستطيع الناهضات أن تتحرر من مستقبلاتها سريعًا، وبالتالي يحدث ارتفاع أولي في مستويات الهرمونين الملوتن والمنبه للجريب (ما يسمى تأثير «الهبّة»). قد تزيد مستويات الهرمون الملوتن نحو عشرة أضعاف، بينما تزيد مستويات التستوستيرون عمومًا 140-200% عن المستويات القاعدية. بعد الإعطاء المستمر للدواء، يحدث تثبيط شديد في الغدد التناسلية (أي نقص في الهرمون المنبه للجريب والهرمون الملوتن) عبر التنظيم بالإنقاص للمستقبلات من خلال إدخال المستقبلات ضمن الخلية. عمومًا، يُعد هذا القصور التناسلي المحرض العكوس هدف هذا العلاج. خلال الاستجابة الدوائية الأولية، تصل مستويات التستوستيرون إلى أوجها بعد يومين إلى أربعة أيام، وتعود إلى مستوياتها القاعدية بحلول اليوم السابع أو الثامن، وتصل إلى مستويات الإخصاء بعد أسبوعين إلى أربعة أسابيع. بعد إيقاف الناهضات الخارجية للهرمون المطلق لموجهة الغدد التناسلية، تستغرق عودة إفراز الهرمون الطبيعي 5-8 أيام.
يمكن استخدام العديد من الأدوية للوقاية من فورة التستوستيرون و/أو تأثيرات بدء العلاج بالناهضات الهرمونية. تشمل هذه الأدوية أضداد موجهات الغدد التناسلية مثل البروجستروجينات التي تشمل سيبروتيرون أسيتات وكلورمادينون أسيتات والإستروجينات مثل ثنائي إيثيل ستيلبيسترول وفوسفسترول (ثنائي إيثيل ستيلبسترول ثنائي الفوسفات) وإستراميوستين الفوسفات ومضادات الأندروجين مثل الفلوتاميد والنيلوتاميد والبيكالوتاميد ومثبطات اصطناع الأندروجين مثل الكيتوكونازول والأبيراتيرون أسيتات.